# Saint-André (Pirineos Orientales)
Saint-André es una pequeña localidad y comuna francesa, situada en el departamento de Pirineos Orientales, región de Occitania y comarca histórica del Rosellón. 
Sus habitantes reciben el gentilicio en francés andréens en francés o andreuenc, andreuenca en catalán.

## Demografía
| 834 | 843 | 1 016 | 1 718 | 2 123 | 2 519 |
| Para los censos de 1962 a 1999 la población legal corresponde a la población sin duplicidades (Fuente: INSEE [Consultar]) |     |       |       |       |       |

## Lugares de interés
- Museo de Arte románico.
- Antigua abadía de San Andrés, del siglo IX.